# Hartwig II. (Bayern)
Hartwig II. (um 985; † 24. Dezember 1027) aus der Familie der Aribonen war von 1001/20 bis 1027 Pfalzgraf von Bayern und Graf im unteren Salzburggau.

## Leben
Er war der älteste Sohn von Pfalzgraf Aribo I. und der Adala von Bayern.
Um 1020 erlangte er laut Fritz Posch durch königliche Schenkung weite Teile der Oststeiermark. Diese war bis zur Lafnitz den Ungarn abgerungen worden, ging 1030 wieder verloren und wurde erst 1043 endgültig durch Heinrich III. für das Reich wiedergewonnen.
In einem Tauschvertrag zwischen Erzbischof Dietmar II. von Salzburg und Pfalzgraf Hartwig aus der Zeit um 1025 gibt letzterer ein Eigengut an der Laßnitz gegen den Zehnten auf seinen Eigengütern in Straßgang.
Hartwig war ein Gönner des Klosters Seeon und ist dort begraben.

## Familie
Pfalzgraf Hartwig war verheiratet mit Friderun, der Tochter Graf Retings und der Immedingerin Glismod. Seine Frau war mütterlicherseits eine Nichte des Bischofs Meinwerk von Paderborn. Nach Frutolf-Ekkehard wurde sie nach dem Tod ihres Mannes anscheinend aus erbrechtlichen Gründen in ein Kloster geschickt, als ihr Sohn Aribo noch ein kleines Kind und sie mit ihrem Sohn Boto noch schwanger war.
Ihre Nachkommen waren:
- Aribo II. (* 1024; † 18. März 1102), bis 1055 Pfalzgraf von Bayern
- Botho (* 1028; † 1. März 1104), Graf von Pottenstein
- (ungesichert) Pilihild († 1075), ⚭ Sighard VII., Graf im Chiemgau